# Borio
Borio là một loại bánh quy có nguồn gốc xuất xứ từ Ai Cập tương tự với Oreo. Nó bao gồm hai chiếc bánh quy socola kẹp với nhân kem ở giữa.
Trong khi Oreo được phát minh tại Hoa Kỳ vào năm 1912 bởi Nabisco, Borio được sản xuất và phân phối tại Ai Cập bởi Family Nutrition.
Kraft Foods Inc. mua lại Nabisco năm 2000 và Family Nutrition năm 2003 để cả hai sản phẩm đều thuộc sở hữu của cùng một công ty. Năm 2012, Kraft Foods trở thành Mondelez International.